# Podróże z żartem
Podróże z żartem – program rozrywkowy produkowany przez Telewizję Polską i Kuman Art, według scenariusza i reżyserii Leszka Kumańskiego,  emitowany od 8 września 2006 r. do 1 czerwca 2008 r. w TVP2. 
„Podróże z żartem” przedstawiają kulturę, obyczaje, humor i klimat innych krajów. Zaproszeni goście opowiadają o swoich przeżyciach związanych z wizytami w tych krajach. Anegdoty gości przedzielane są występami egzotycznych zespołów zapraszanych z różnych stron świata.
Prowadzącymi programu byli początkowo Dorota Wellman i Marcin Prokop, a od października 2007 Beata Pawlikowska i Krzysztof Skiba.

## Spis odcinków
Dane na podstawie serwisu prasowego TVP. W tabeli podano daty pierwszej emisji telewizyjnej.
| Numer               | Data pierwszej emisji | Temat odcinka            | Goście |
| ------------------- | --------------------- | ------------------------ | --- |
| SEZON 1 (2006)      |                       |                          | |
| 1                   | 8 IX 2006             | Brazylia                 | Beata Pawlikowska, Wojciech Cejrowski, Michał Ogórek, Piotr Gąsowski, Mateusz Kusznierewicz                           |
| 2                   | 15 IX 2006            | Grecja                   | Piotr Gąsowski, Paulina Chylewska, Robert Korzeniowski, Rafał Bryndal, Krzysztof Piasecki, Andrzej Sikorowski         |
| 3                   | 22 IX 2006            | Kuba                     | Beata Pawlikowska, Wojciech Cejrowski, Justyna Steczkowska, Jan Pospieszalski, José Torres                            |
| 4                   | 29 IX 2006            | Egipt                    | Magdalena Różczka, Jarosław Kret, Zygmunt Chajzer, Michał Ogórek, Marcin Wójcik                                       |
| 5                   | 6 X 2006              | Chiny                    | Michał Żebrowski, Bogusław Kaczyński, Tomasz Raczek, Edyta Górniak, Wiesław Marian Olszewski                          |
| 6                   | 13 X 2006             | Meksyk                   | Beata Pawlikowska, Wojciech Cejrowski, Michał Figurski, Piotr Adamczyk, Dorota Segda                                  |
| 7                   | 20 X 2006             | Indie                    | |
| 8                   | 27 X 2006             | Szkocja                  | Katarzyna Obara-Kowalska, Michał Ogórek, Jan Tomaszewski, Joszko Broda, Stanisław Maria Szczepański, Roman Czejarek   |
| 9                   | 3 XI 2006             | Kenia                    | Jerzy Kryszak, Beata Pawlikowska, Martyna Wojciechowska, Jolanta Fajkowska, Anna Kwiatkowska                          |
| 10                  | 10 XI 2006            | Australia                | Wojciech Cejrowski, Zbigniew Wodecki, Dariusz Szpakowski, Agnieszka Fitkau-Perepeczko, Marek Tomalik                  |
| 11                  | 17 XI 2006            | Peru                     | Beata Pawlikowska, Wojciech Cejrowski, Krzysztof Jaroszyński, Władysław Grodecki, Janina Pałęcka                      |
| 12                  | 1 XII 2006            | Tajlandia                | Ewa Wachowicz, Tomasz Kammel, Michał Fajbusiewicz, Marek Tomalik, Wiktor Zborowski                                    |
| 13                  | 8 XII 2006            | Mongolia                 | |
| 14                  | 15 XII 2006           | Argentyna                | Nelson Boyko, Marek Siudym, Krzysztof Hołowczyc, Wiesław Ochman, Beata Pawlikowska, Wojciech Cejrowski,               |
| 15                  | 22 XII 2006           | Wyspy Karaibskie         | |
| 16                  | 29 XII 2006           | Nepal                    | Martyna Wojciechowska, Beata Pawlikowska, Anna Czerwińska, Daniel Olbrychski, Wiesław Marian Olszewski, Leszek Cichy  |
| SEZON 2 (2007)      |                       |                          | |
| 17                  | 9 III 2007            | Japonia                  | Małgorzata Walewska, Kasia Kowalska, Agnieszka Rylik, Maciej Zientarski, Jerzy Pomianowski, Marcin Bruczkowski        |
| 18                  | 16 III 2007           | Podróże ekstremalne      | Beata Pawlikowska, Wojciech Cejrowski, Marek Kamiński, Jacek Pałkiewicz, Przemysław Bulge, Krzysztof Hołowczyc        |
| 19                  | 23 III 2007           | Gruzja                   | Katarzyna Pakosińska, Tamara Gelashvili, Marcin Meller, Jan Tomaszewski, Wiesław Marian Olszewski                     |
| 20                  | 30 III 2007           | Morskie opowieści        | Elżbieta Dzikowska, Zbigniew Zamachowski, Maciej Kuroń, Krzysztof Daukszewicz, Krzysztof Baranowski, Kazimierz Kaczor |
| 21                  | 13 IV 2007            | Etiopia                  | Małgorzata Potocka, Halina Mlynkova, Michał Fajbusiewicz, Michał Kochańczyk, Marzena Kądziela, Mersha Woldu           |
| 22                  | 20 IV 2007            | Wietnam                  | Magdalena Różczka, Ton Van Anh, Piotr Gąsowski, Wiesław Marian Olszewski, Jarosław Nowak                              |
| 23                  | 27 IV 2007            | Podróże poślubne         | Emilian Kamiński, Justyna Sieńczyłło, Wojciech Cejrowski, Wiesław Marian Olszewski, Paulina Chylewska, Marcin Feddek  |
| 24                  | 4 V 2007              | Południowa Afryka        | Marzena Kądziela, Zofia Suska, Marian Opania, Robert Rozmus                                                           |
| 25                  | 11 V 2007             | Korea                    | Andrzej Grabowski, Michał Milowicz, Sylwia Gruchała, Bartłomiej Pataląg, Jerzy Kapuściński                            |
| 26                  | 18 V 2007             | Syberia                  | Wiesław Marian Olszewski, Michał Fajbusiewicz, Agnieszka Fitkau-Perepeczko, Evgen Malinowski, Romuald Koperski        |
| SEZON 3 (2007)      |                       |                          | |
| 27                  | 9 IX 2007             | Podróże ze smakiem       | Beata Pawlikowska, Magda Gessler, Zbigniew Namysłowski, Maciej Kuroń, Maciej Moszczyński                              |
| 28                  | 16 IX 2007            | Kazachstan               | Anna Popek, Ewa Skibińska, Karol Strasburger, Stanisław Szelc, Jacek Torbicz                                          |
| 29                  | 14 X 2007             | Kanada                   | Ewa Minge, Andrzej Grabowski, Rafał Bryndal, Mariusz Czerkawski, Marcin Gienieczko                                    |
| 30                  | 21 X 2007             | Indonezja                | Edyta Jungowska, Agnieszka Maciąg, Andrzej Nejman, Wiesław Marian Olszewski, Witold Gawlikowski                       |
| Zmiana prowadzących |                       |                          | |
| 31                  | 28 X 2007             | Kraje, których nie ma    | Jerzy Skoczylas, Leszek Niedzielski, Stanisław Szelc, Maciej Kuroń, Michał Fajbusiewicz, Elżbieta Zającówna           |
| 32                  | 4 XI 2007             | Rosja                    | Barbara Włodarczyk, Wiktor Bater, Daniel Olbrychski, Alosza Awdiejew, Wiesław Marian Olszewski                        |
| 33                  | 11 XI 2007            | Podróże artystyczne      | Jerzy Maksymiuk, Michał Urbaniak, Krzysztof Zanussi, Katarzyna Haber, Michał Haber, Wojciech Siudmak                  |
| 34                  | 18 XI 2007            | Stany Zjednoczone cz. 1  | Urszula Dudziak, Krzysztof Piasecki, Stan Borys, Janusz Panasewicz, Andrzej Zieliński                                 |
| 35                  | 25 XI 2007            | Stany Zjednoczone cz. 2  | Jan Pietrzak, Maciej Orłoś, Mika Urbaniak, Liroy, Michael Moritz                                                      |
| 36                  | 2 XII 2007            | Izrael                   | Eli Barbur, Jarosław Kret, Michał Fajbusiewicz, Ewa Minge, Tomasz Raczek                                              |
| 37                  | 9 XII 2007            | Podróże za ropą          | Tadeusz Drozda, Anna Powierza, Włodzimierz Zientarski, Marcin Mamoń, Roman Polko                                      |
| 38                  | 16 XII 2007           | Nowa Zelandia            | Beata Sadowska, Agata Konarska, Wiesław Marian Olszewski, Jan Pietrzak, Jacek Wójcicki                                |
| 39                  | 23 XII 2007           | Podróże za chlebem       | Karolina Malinowska, Krzysztof Krawczyk, Jan Peszek, Paweł Kukiz, Wiesław Marian Olszewski                            |
| 40                  | 30 XII 2007           | W głąb ziemi             | Wojciech Kuczok, Janusz Onyszkiewicz, Michał Żebrowski, Katarzyna Starosta, Piotr Kupicha                             |
| SEZON 4 (2008)      |                       |                          | |
| 41                  | 9 III 2008            | Albania                  | Anna Nehrebecka, Michał Fajbusiewicz, Jarosław Rosohacki, Piotr Górecki, Łukasz Nowicki, Tomasz Kostrzewski           |
| 42                  | 16 III 2008           | Podróże dyplomatyczne    | Ewa Wachowicz, Ernest Bryll, Roman Czyżycki, Jarosław Gugała                                                          |
| 43                  | 23 III 2008           | Wielkanoc                | Elżbieta Dzikowska, Michał Ogórek, Jarosław Kret, Elżbieta Jakubek i ks. Adam Parszywka                               |
| 44                  | 30 III 2008           | Prima Aprilis            | Joanna Liszowska, Marcin Daniec, Jerzy Kryszak, Rafał Bryndal, Wiesław Marian Olszewski                               |
| 45                  | 6 IV 2008             | Podróże za jeden uśmiech | Andrzej Grabowski, Marysia Sadowska, Maciej Miecznikowski, Radosław Siuda, Rafał Bryndal                              |
| 46                  | 13 IV 2008            | Afryka                   | Jurek Owsiak, Marcin Meller, Mezo, Dorota Aisha Katende, Jolanta Czupik, Dominik Stokłosa                             |
| 47                  | 1 V 2008              | Podróże z artystami      | Beata Kozidrak, Małgorzata Ostrowska, Krzysztof Daukszewicz, Michał Wiśniewski, Jan Borysewicz                        |
| 48                  | 18 V 2008             | Podróże polarne          | Jerzy Owsiak, Piotr Kraśko, Adam Wajrak, Monika Witkowska, Tomasz Janecki                                             |
| 49                  | 22 V 2008             | Podróże sentymentalne    | Anna Popek, Maciej Kuroń, Daniel Olbrychski, Jan Pospieszalski, Bronisław Komorowski                                  |
| 50                  | 25 V 2008             | Paryż - Dakar            | Klaudia Podkalicka, Krzysztof Hołowczyc, Jacek Czachor, Marek Dąbrowski, Tomasz Kammel                                |
| 51                  | 1 VI 2008             | Podróże sportowe         | Sylwia Gruchała, Robert Korzeniowski, Mariusz Pudzianowski, Włodzimierz Szaranowicz, Jan Tomaszewski                  |